# Apanteles siderion
Apanteles siderion är en stekelart som beskrevs av Nixon 1965. Apanteles siderion ingår i släktet Apanteles och familjen bracksteklar. Inga underarter finns listade i Catalogue of Life.